# Malassezia pachydermatis
Malassezia pachydermatis är en svampart som först beskrevs av Weidman, och fick sitt nu gällande namn av C.W. Dodge 1935. Malassezia pachydermatis ingår i släktet Malassezia, ordningen Malasseziales, divisionen basidiesvampar och riket svampar.   Inga underarter finns listade i Catalogue of Life.